# Versorgungsgrad
Der Versorgungsgrad (englisch grade of service, market penetration) ist eine volkswirtschaftliche Kennzahl, welche die Höhe der Versorgung der Bevölkerung mit bestimmten Gütern und Dienstleistungen wiedergibt. 

## Allgemeines
Er dient zur Beurteilung, inwieweit die Bevölkerung in einer Region oder in einem Staat mit bestimmten Gütern oder Dienstleistungen versorgt ist. Mit dem Versorgungsgrad hängt die Versorgungssicherheit beispielsweise für Nahrungsmittel zusammen, denn mit der Höhe des Versorgungsgrades nimmt auch die Versorgungssicherheit zu. 

## Berechnung
Der Versorgungsgrad {\displaystyle V} ist der Quotient aus der Anzahl der mit einem bestimmten Gut oder mit einer bestimmten Dienstleistung belieferten Einwohner (oder Anzahl der Einwohner einer Gruppe) eines Versorgungsgebietes ({\displaystyle E}) und der Gesamtzahl der Bevölkerung ({\displaystyle B}) eines Staates:
{\displaystyle V={\frac {\text{E}}{\text{B}}}}.
Liegt der Versorgungsgrad bei 100 %, so gibt es in der Gesamtbevölkerung keine Versorgungslücken, liegt er unter 100 %, so spricht man von Unterversorgung (Versorgungsengpass oder Versorgungskrise). Eine Überversorgung gibt es bei mehr als 100 %.

## Ärztliche Versorgung
Häufig wird der Versorgungsgrad mit Ärzten assoziiert, wenn es darum geht, auf wie viele Einwohner ein Arzt kommt. Überversorgung liegt im Gesundheitswesen vor, wenn der allgemeine bedarfsgerechte Versorgungsgrad um 10 % überschritten wird (§ 16b Abs. 1 Zulassungsverordnung für Vertragsärzte).
Mit 217,8 % hatte im Jahre 2019 Westerland den höchsten Versorgungsgrad an Hausärzten, gefolgt von Oberstdorf (164,2 %), Garmisch-Partenkirchen (148,4 %), Pocking (146,8 %) und Lindau (141,9 %). Die niedrigsten Versorgungsgrade weisen Wadern (72,0 %), Prüm (71,4 %), Vlotho (69,6 %), Sontra (63,6 %) und Allendorf (Eder) mit 60,5 % auf. Wie diese Statistiken zeigen, ist der Versorgungsgrad bei Landärzten besonders niedrig.

## Gebrauchsgegenstände
Der Versorgungsgrad von Gebrauchsgegenständen (Haushaltsgeräte wie Kühlschränke oder Waschmaschinen, Kommunikationstechnik wie Smartphones) liegt in Industriestaaten nahe an 100 % oder darüber. Die Netzabdeckung im Mobilfunknetz erfasst nicht, über wie viele Mobilfunkgeräte die Bevölkerung verfügt, sondern zeigt die Verfügbarkeit des Mobilfunknetzes innerhalb einer Landfläche eines Verkehrsraums an. Ein Versorgungsgrad von 75 % würde bedeuten, dass das Mobilfunknetz eine Fläche abdeckt, auf der 75 % der Bevölkerung lebt.

## Sonstige Bereiche
Der Versorgungsgrad kann auch gemessen werden durch das Filialnetz, das in einer bestimmten Region vorhanden ist. So etwa sagt beispielsweise die Bankstellendichte aus, auf wie viele Einwohner eine Bankfiliale kommt.
In der Telekommunikation bestimmt die Bundesnetzagentur im Falle der Ausschreibung bei der Frequenzzuteilung vor der Durchführung des Vergabeverfahrens die Kriterien, nach denen die Eignung der Bewerber bewertet wird. Kriterium ist unter anderem nach § 100 Abs. 6 Nr. 4 TKG auch der räumliche Versorgungsgrad. Bei ansonsten gleicher Eignung ist derjenige Bewerber auszuwählen, der einen höheren räumlichen Versorgungsgrad mit den entsprechenden Telekommunikationsdiensten gewährleistet.  

## Wirtschaftliche Aspekte
Die Überflussgesellschaft (englisch affluent society) ist ein von James K. Galbraith im Jahre 1958 geprägter Begriff zur Kennzeichnung von Industriegesellschaften, in denen ein (zu) hoher Versorgungsgrad der Bevölkerung erreicht ist. Für breite Bevölkerungsteile gibt es – geprägt vom Wohlstand – materiellen Überfluss. Bei der Beurteilung des gesellschaftlichen Nutzens ist hier zu bedenken, dass bei erhöhter Nutzungsdauer von Gütern in Märkten mit hohem Versorgungsgrad die Güternachfrage und damit die Produktion sowie das Marktvolumen wegen Marktsättigung schrumpfen. Der Versorgungsgrad misst die Abweichung der Verteilung an letzter Verfügungsgewalt über Güter und Dienstleistungen, die nach erfolgter Distributionslogistik dem Verbraucher zukommt. Er kann mit Hilfe des sozialökonomischen Gradienten gemessen werden, wie er von Ludwig Yehuda Oppenheimer vorgeschlagen wurde.
Auf den Massenmärkten wird in Industriestaaten dafür gesorgt, dass die Versorgung der Bevölkerung mit Gebrauchsgegenständen gewährleistet ist, so dass von einem Versorgungsgrad von nahezu 100 % oder sogar darüber ausgegangen werden kann.
Auf betriebswirtschaftlicher Ebene dient der Versorgungsgrad den Unternehmen für die Entscheidung, ob eine weitere Marktbearbeitung noch lohnenswert ist. Bei einem Versorgungsgrad von 100 % liegt Marktsättigung vor, bei welcher sich eine weitere Marktbearbeitung kaum lohnt. Marktlücken dagegen (gekennzeichnet als Angebotslücke oder Nachfrageüberhang) zeigen Marktpotenziale auf, bei denen durch Erhöhung des Absatzvolumens der Versorgungsgrad gesteigert werden kann. Für viele Haushaltsgeräte liegt der Versorgungsgrad in Deutschland, Österreich und der Schweiz und in anderen westlichen Industriestaaten bei über 90 % (Kühlschrank 96 %, Waschmaschine 91 %), bei einigen Geräten wie dem Handy sogar über 100 %.

## Abgrenzungen
Der Versorgungsgrad ist nicht zu verwechseln mit dem Selbstversorgungsgrad, der angibt, wie hoch der Anteil eines bestimmten Gutes ist, das ein Staat selbst herstellt und nicht importieren muss. Er wird meist für Agrarprodukte errechnet. Ein hoher Selbstversorgungsgrad ist gleichzeitig auch ein hoher Versorgungsgrad auf der Seite der Nachfrager.